# Misopates
Misopates é um género botânico pertencente à família Plantaginaceae. Tradicionalmente este gênero era classificado na família das Scrophulariaceae.

## Espécies
| - Misopates calycinum - Misopates chrysothales - Misopates fontqueri - Misopates marraicum - Misopates microcarpum - Misopates nanum | - Misopates oranense - Misopates orontium - Misopates pontiense - Misopates rivas - Misopates salvagense |

## Nome e referências
Misopates Raf.